# Dagoussia
Dagmar Mouat dite Dagoussia (parfois Dagoussia-Mouat), né à Tiflis en 1881 et morte en 1943, est une peintre, dessinatrice et affichiste britannique.

## Biographie
Elle expose en 1928 au Salon d'Automne dont elle est sociétaire les toiles Une Fenêtre et Fruits.
À Paris, elle partage un logement avec Olga Sacharoff.
Tériade dans Écrits sur l'art, en 1996 à propos d'une exposition de Dagoussia à la Galerie B. Weill : « Sympathique exposition d'une femme qui travaille en silence et dont la modestie égale les qualités véritables de peintre... ».